# Gevensleben
Gevensleben ist eine Gemeinde im Landkreis Helmstedt in Niedersachsen.

## Geographie

### Geographische Lage
Gevensleben liegt südlich des Naturparks Elm-Lappwald im Südwesten des Jerxheimer Hügellandes und gehört damit zum Ostbraunschweigischen Hügelland. Die Gemeinde gehört der Samtgemeinde Heeseberg an, die ihren Verwaltungssitz in der Gemeinde Jerxheim hat.

### Gemeindegliederung
Die Ortsteile der Gemeinde sind:
- Gevensleben
- Watenstedt

## Geschichte
Die Gemeinde wurde in einer gefälschten Gründungsurkunde des Klosters Ilsenburg von 1018 als Geuenesleuo erstmals urkundlich erwähnt, Die Urkunde ist etwa 100 Jahre jünger und wurde vermutlich von einem Mönch gefälscht, um dem  Kloster Rechte und Besitzungen zu sichern. Eine weitere Nennung des Ortes erfolgte 1135 in einer Urkunde von Papst Innozenz II.
Der Ort bestand wahrscheinlich schon weit früher. Darauf weist das Gräberfeld von Gevensleben mit seinen Bestattungen aus der Zeit von 800 bis 1000 hin, die Anfang 2016 bei der Umgestaltung eines Grundstücks zutage kamen. Es umfasste vermutlich bis zu 200 Gräber, die sich als schlichte Erdbestattungen darstellen.
Der Ortsnamensbestandteil -leben ist dort erläutert.
Im Oktober 1768 wurde Gevensleben von einem großen Brand heimgesucht, von dem 26 Grundstücke betroffen waren. Im Fürstentum Braunschweig-Wolfenbüttel lag Gevensleben im Amt Jerxheim des Elmbezirkes. In der Franzosenzeit gehörte Gevensleben zum Kanton Jerxheim im Distrikt Braunschweig, welches zum Departement der Oker des Königreiches Westphalen gehörte. Am 1. Januar 1833 wurde der (Land)kreis Helmstedt gegründet, dem Gevensleben bis heute angehört. Am 1. April 1895, dem 80. Geburtstag von Otto von Bismarck, dem ehemaligen Reichskanzlers des Deutschen Reiches, wurde ihm zu Ehren unweit der Schule eine Eiche gepflanzt.
1914 wurde in Gevensleben eine Schmiede eingerichtet. Im Ersten Weltkrieg verstarben elf Soldaten aus Gevensleben. 1933 erfolgte der Bau einer neuen Schmiede, die noch in der Nachkriegszeit bestand und 1999 abgerissen wurde.
Infolge der Flucht und Vertreibung Deutscher aus Mittel- und Osteuropa von 1945–1950 hatte sich die Einwohnerzahl von Gevensleben von 518 (1939) auf 954 (1950) vergrößert, davon waren 1950 313 Heimatvertriebene. 1950 wurde auch in Gevensleben eine Volksbücherei gegründet.
Ungeachtet der Erkenntnisse, dass die Gründungsurkunde von 1018 über 100 Jahre jünger war und bereits im 8. Jahrhundert auf dem Gräberfeld Bestattungen stattfanden, feierte Gevensleben im Jahr 2018 sein 1000-jähriges Jubiläum.

### Eingemeindungen
Am 1. März 1974 wurde die Nachbargemeinde Watenstedt eingegliedert.

### Einwohnerentwicklung
Die Einwohnerzahlen des Dorfes Gevensleben ohne dem eingemeindeten Ortsteil Watenstedt:
| Jahr      | 1778 | 1821 | 1829 | 1849 | 1871 | 1873 | 1879 | 1891 | 1905 | 1910 | 1913 | 1925 | 1933 | 1939 |
| --------- | ---- | ---- | ---- | ---- | ---- | ---- | ---- | ---- | ---- | ---- | ---- | ---- | ---- | ---- |
| Einwohner | 330  | 369  | 405  | 402  | 505  | 505  | 497  | 563  | 624  | 590  | 590  | 624  | 545  | 518  |

| Jahr      | 1947 | 1950 | 1956 | 1974 | 1995 | 2018 |
| --------- | ---- | ---- | ---- | ---- | ---- | ---- |
| Einwohner | 960  | 954  | 887  | 583  | 449  | 412  |

## Religion
Gevensleben wurde durch die Reformation im 16. Jahrhundert protestantisch geprägt.
Gevensleben mit seiner St.-Johannis-Kirche gehört zur Kirchengemeinde St. Stephan am Großen Bruch, die ihr Kirchenbüro im Nachbardorf Watenstedt und ihren Pfarrsitz an der St.-Vincenz-Kirche in Schöningen hat. Sie gehört zur Propstei Helmstedt der Evangelisch-lutherischen Landeskirche in Braunschweig. Ein- oder zweimal monatlich finden in Gevensleben Gottesdienste statt.
Katholische Einwohner gehören zur Pfarrei Maria Hilfe der Christen mit Sitz in Schöningen, zu der die Filialkirche Maria von der Immerwährenden Hilfe im nähergelegenen Jerxheim gehört.

## Politik

### Gemeinderat
Der Rat der Gemeinde Gevensleben setzt sich aus neun Mitgliedern zusammen. Die Ratsmitglieder werden durch eine Kommunalwahl für jeweils fünf Jahre gewählt.
Bei der Kommunalwahl 2021 ergab sich folgende Sitzverteilung:
| Gemeinderat 2021Insgesamt 9 Sitze - SPD: 1 - FWG: 8 |

### Bürgermeister
Ehrenamtlicher Bürgermeister ist seit 2021 Daniel Markworth. Er folgte auf Alexander Heidebroek, der bei der Kommunalwahl 2021 nicht mehr antrat.

### Wappen
Das Wappen der Gemeinde Gevensleben ist schräglinks in Schwarz und Gold geteilt, mit einem goldenen Adlerflügel in der oberen schwarzen Hälfte und einem schwarzen Anker in der unteren goldenen Hälfte. Beide Symbole gehen auf Geschlechterwappen aus dem Mittelalter zurück. Der Adlerflügel war das Wappenbild des Widekind de Watenstidde, während der Anker aus dem Wappen der Ritter von Gevensleben stammt. Das Wappen nimmt damit Bezug auf beide Ortsteile der Gemeinde. Es wurde von dem Heraldiker Wilhelm Krieg entworfen und 1987 vom Landkreis Helmstedt genehmigt.

## Kultur und Sehenswürdigkeiten

### Museen
Im Ortsteil Watenstedt zeigt das Heeseberg-Museum eine Sammlung aus Geräten der Landwirtschaft und des Haushalts sowie archäologische Dauerausstellungen zum Gräberfeld von Gevensleben und zur Hünenburg bei Watenstedt.

### Musik
1868 wurde ein Männer-Gesang-Verein gegründet. Der Gesangverein Gevensleben e. V. ist Mitglied im Niedersächsischen Chorverband. Die Jugendmusikgruppe Gevensleben ist in der Akkordeon Musikgruppe Schöningen e. V. aufgegangen.

### Bauwerke

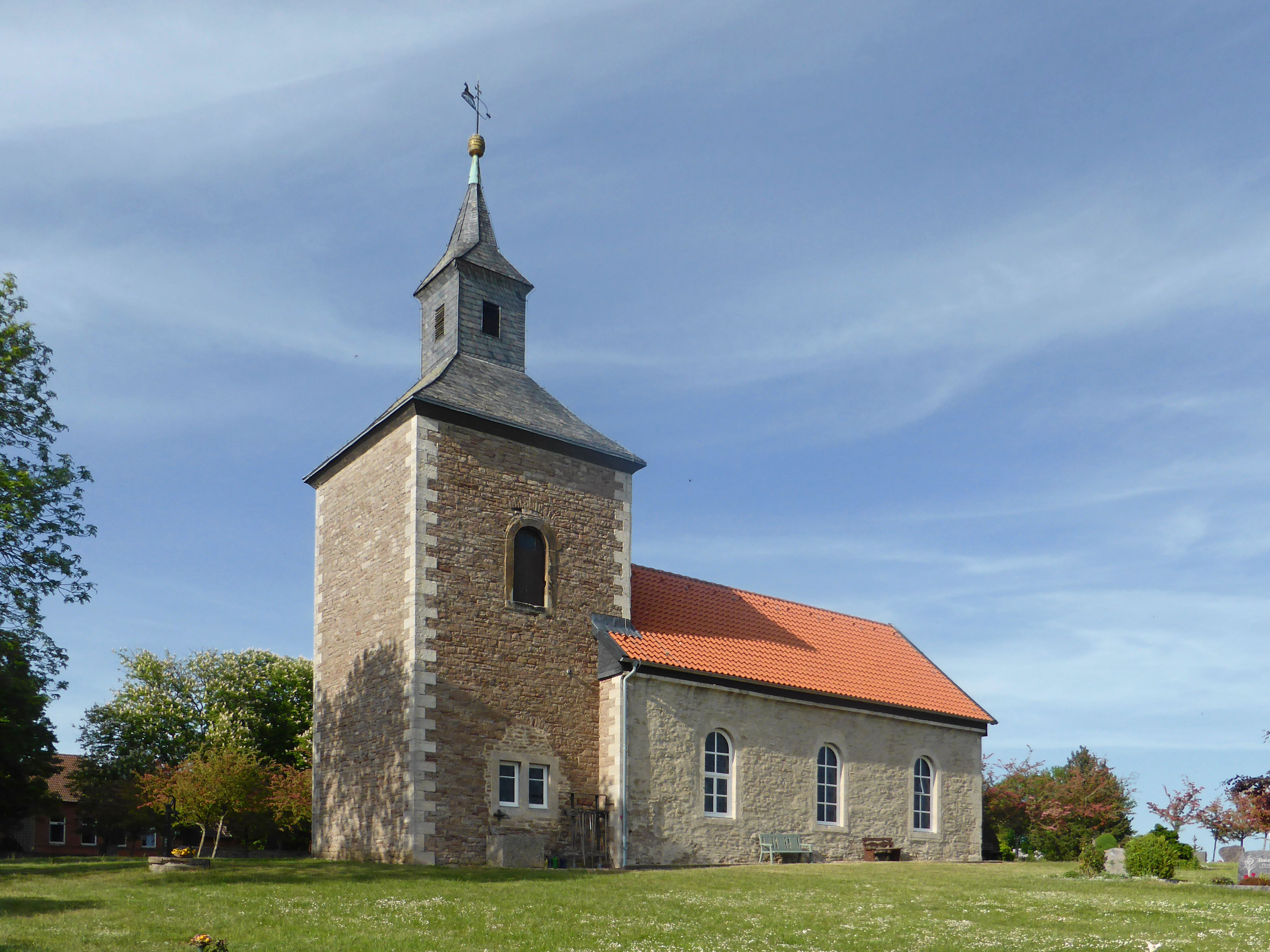
St.-Johannis-Kirche

Die evangelisch-lutherische St.-Johannis-Kirche ist die einzige Kirche im Dorf Gevensleben. Um 1770 wurde der Turm der geosteten Kirche wegen Baufälligkeit abgetragen, von 1840 bis 1842 erfolgte der Bau des heutigen Kirchturms. 1896 erfolgten im Zuge einer Renovierung der Anbau einer Sakristei und eine Ausmalung des Innenraumes. Auch wurde ein neuer Eingang im Turm geschaffen. 1902 wurde die Turmspitze, die durch einen Sturm heruntergefallen war, erneuert sowie in die Kirche eine Orgel eingebaut. 1951 erhielt die Kirche eine Renovierung, bei der die Sakristei abgerissen und die Seitenemporen entfernt wurden. Ende der 1960er Jahre wurden bei einem Umbau der Eingang in den Turm verschlossen und in den Turm eine Küche und eine Toilette eingebaut. Ab 2016 erfolgte eine neue Umgestaltung des Kircheninneren, im April 2018 wurde die Kirche wieder eingeweiht.
Vor dem Friedhof steht das Kriegerdenkmal. Es erinnert an die Opfer der beiden Weltkriege aus Gevensleben. Die Verstorbenen des Ersten Weltkriegs sind auf dem Denkmal namentlich verzeichnet.

### Grünflächen und Naherholung
In Gevensleben befindet sich ein Dorfteich. Ein nahegelegenes Ausflugsziel ist der Heeseberg mit seinem Aussichtsturm und der Berggaststätte. Für weitere Spaziergänge und Wanderungen bietet sich der rund zehn Kilometer entfernte Elm an.

### Sport

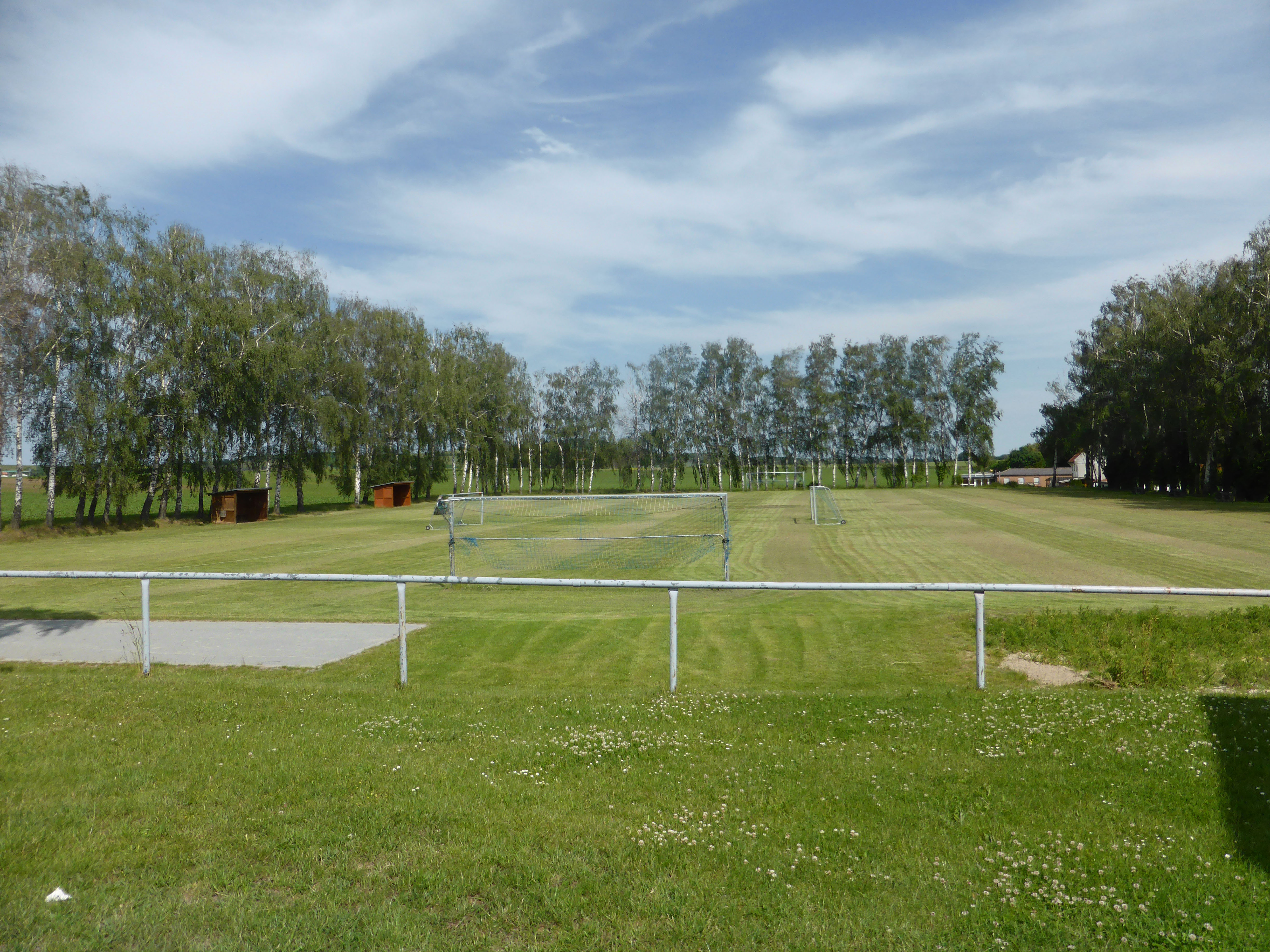
Sportplatz

Der Sportverein TSV Gevensleben v. 1946 e. V. verfügt über einen Sportplatz und ein Sportheim, er gehört zu den Gründungsmitgliedern des FC Heeseberg. Dem Sportschießen widmet sich die Schützenbruderschaft Gevensleben von 1953 e. V.

### Regelmäßige Veranstaltungen
Das Osterfeuer findet am Abend des Ostersonntags in der Sandkuhle, die in Richtung Barnstorf liegt, statt. Das Maibaumfest findet am Vorabend des Ersten Mais statt und wird von der Schützenbrüderschaft Gevensleben ausgerichtet.

## Wirtschaft und Infrastruktur

### Unternehmen

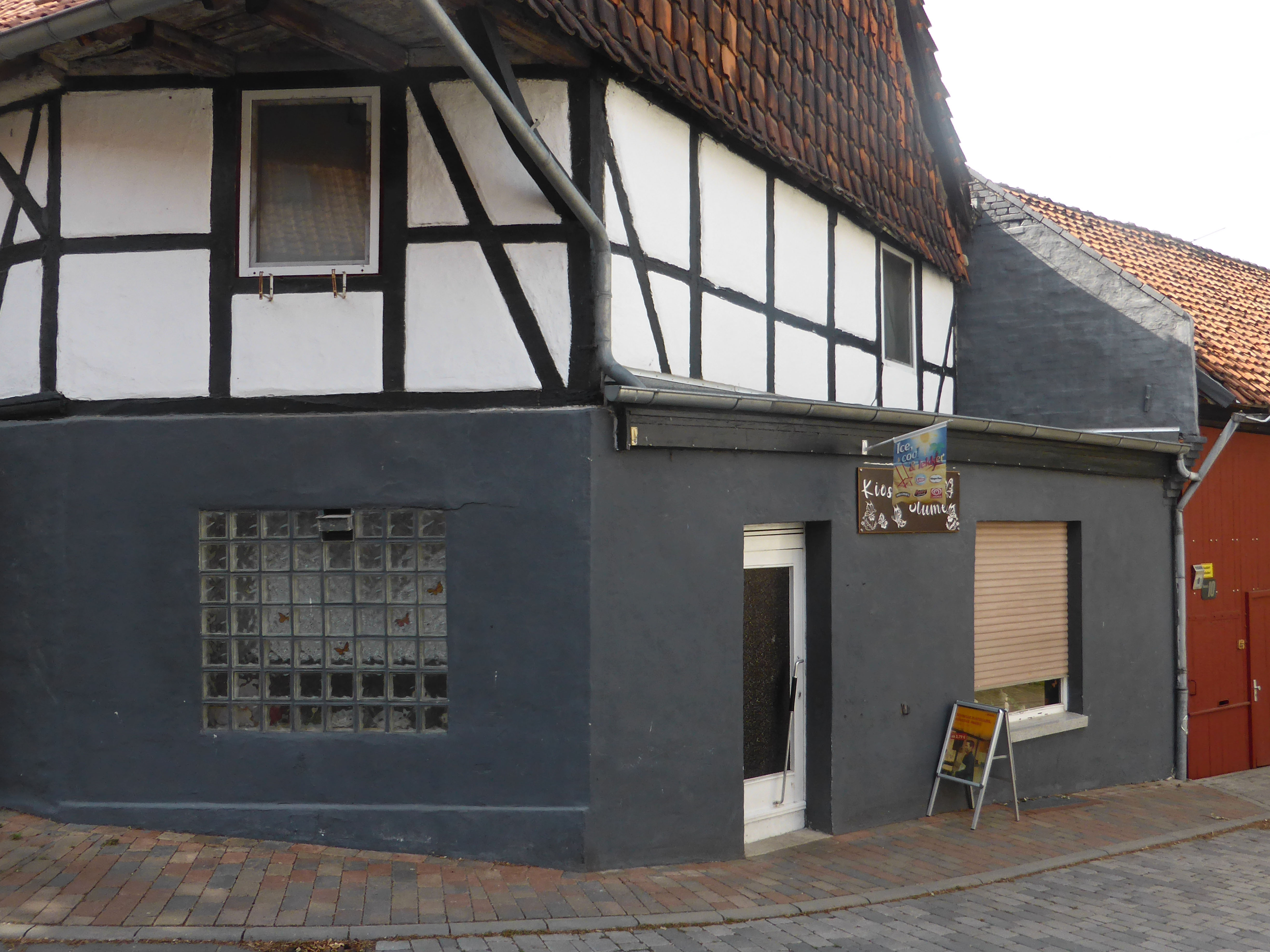
Kiosk

Gevensleben ist landwirtschaftlich geprägt. Gevensleben ist auch Sitz der Landwind GmbH, einem 2001 gegründeten Familienunternehmen mit über 70 Beschäftigten, das sich dem Bau und Betrieb von Windkraftanlagen widmet.
Die Poststelle I, die dem Hauptpostamt Schöningen untergeordnet war, wurde geschlossen. Nach der Eingemeindung von Watenstedt nach Gevensleben bekam die Poststelle Gevensleben die Bezeichnung „Gevensleben 1“. Heute stehen in Gevensleben nur noch ein Postbriefkasten und ein Basistelefon zur Verfügung.
Auch die Gemischtwarengeschäfte wurden geschlossen. Für Einkäufe des täglichen Bedarfs steht in Gevensleben heute nur noch ein Kiosk zur Verfügung, der auch ein Sortiment an Blumen anbietet. Auch ein Zigarettenautomat ist in Gevensleben vorhanden.
Die Gaststätte ist abgebrannt und wurde nicht wieder errichtet, so dass heute keine Gastronomie mehr in Gevensleben besteht.

### Öffentliche Einrichtungen

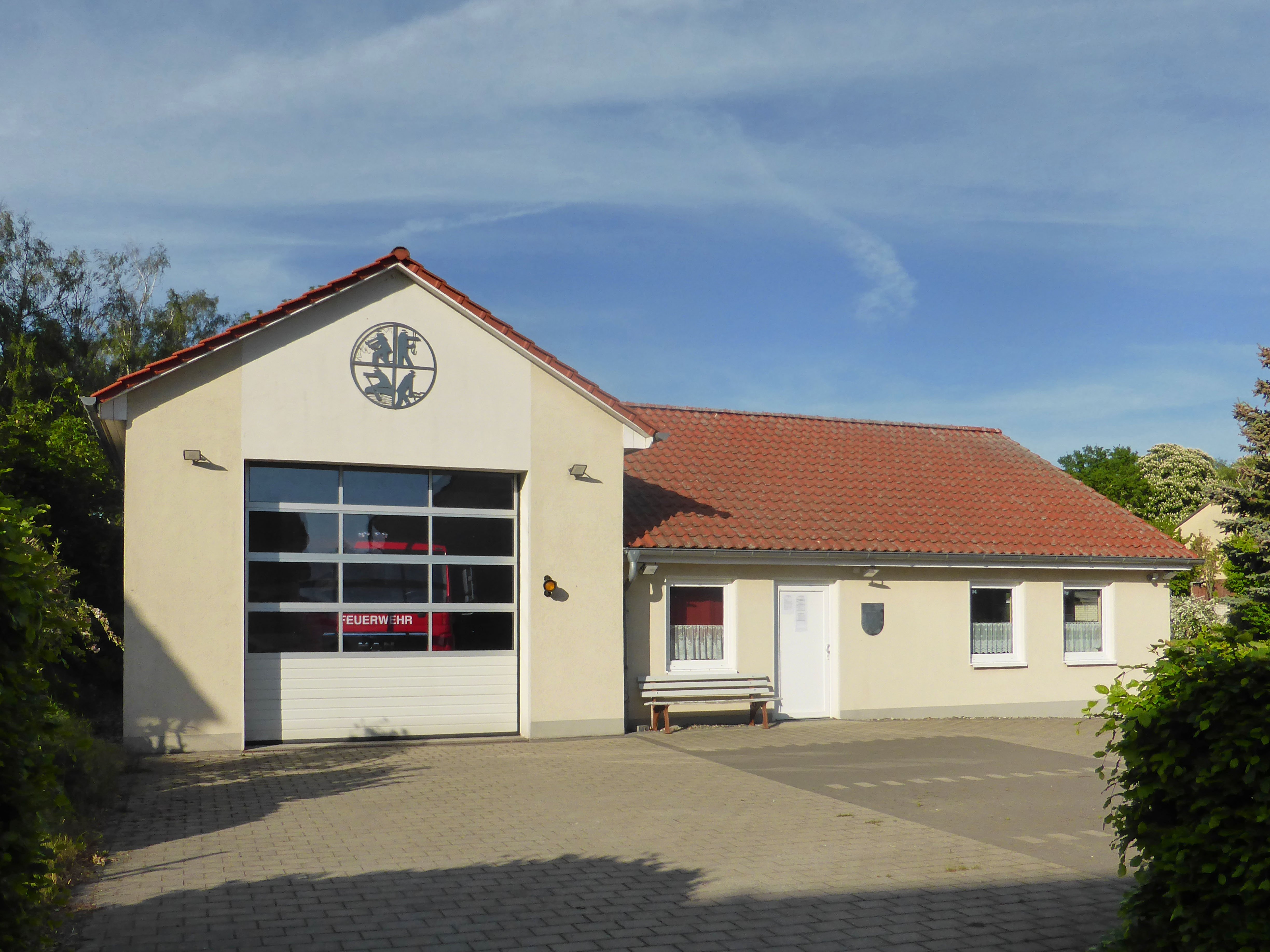
Feuerwehrhaus Gevensleben

Gevensleben verfügt über ein Dorfgemeinschaftshaus. Den Kindern steht ein Spielplatz zur Verfügung.
Die Freiwillige Feuerwehr Gevensleben geht auf das Jahr 1874 zurück, sie verfügt über ein Feuerwehrhaus. Seit 2021 bildet die Freiwillige Feuerwehr Gevensleben zusammen mit der Freiwilligen Feuerwehr Watenstedt den Standort Süd der Freiwilligen Feuerwehr Heeseberg.
Der Friedhof von Gevensleben befindet sich an der Kirche und verfügt über ein am 2. Juli 1950 eingeweihtes Leichenhaus.

### Bildung

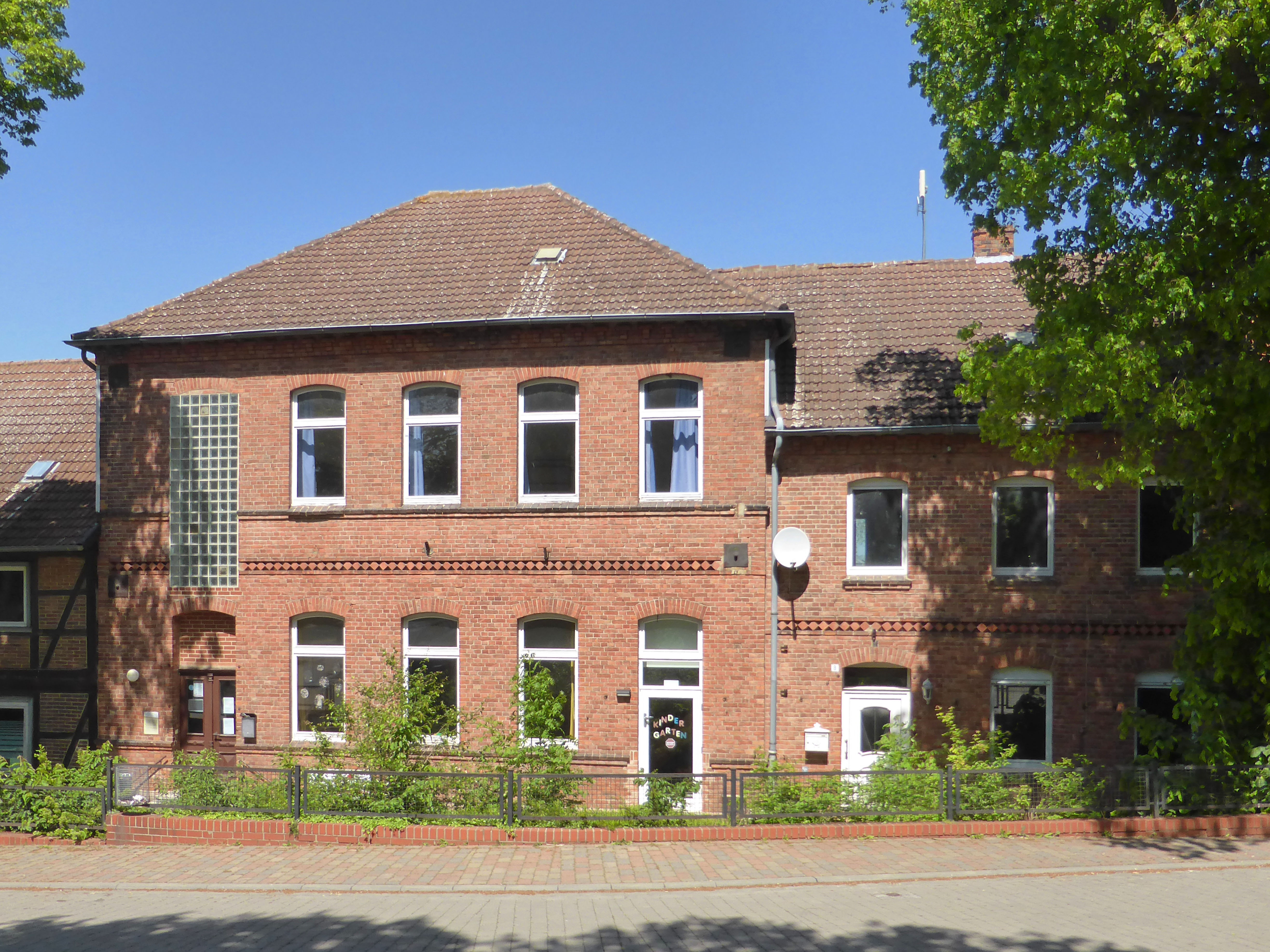
Ehemalige Schule

Die Schule und der Kindergarten wurden geschlossen.
1890/91 wurde ein neues Schulgebäude erbaut, das drei Klassenräume beinhaltete. Anfang des 20. Jahrhunderts besuchten über 100 Schüler die Schule. In der Zeit nach dem Zweiten Weltkrieg war die Zahl der Schüler durch die Kinder der Heimatvertriebenen, die sich in Gevensleben niedergelassen hatten, auf rund 140 angestiegen, so dass in vier Schulklassen unterrichtet wurde. 1975 erfolgte die Schließung der Schule, die Grundschulkinder aus Gevensleben besuchen heute die Schule in Jerxheim. Hauptschule, Realschule und Gymnasium für die Schüler aus Gevensleben befinden sich in Schöningen.
1998 wurde im ehemaligen Schulgebäude ein Kindergarten eingerichtet, der vom Deutschen Roten Kreuz betrieben und im März 2022 geschlossen wurde. Seitdem besuchen die Kinder aus Gevensleben die Kindertagesstätte in Jerxheim.

### Verkehr

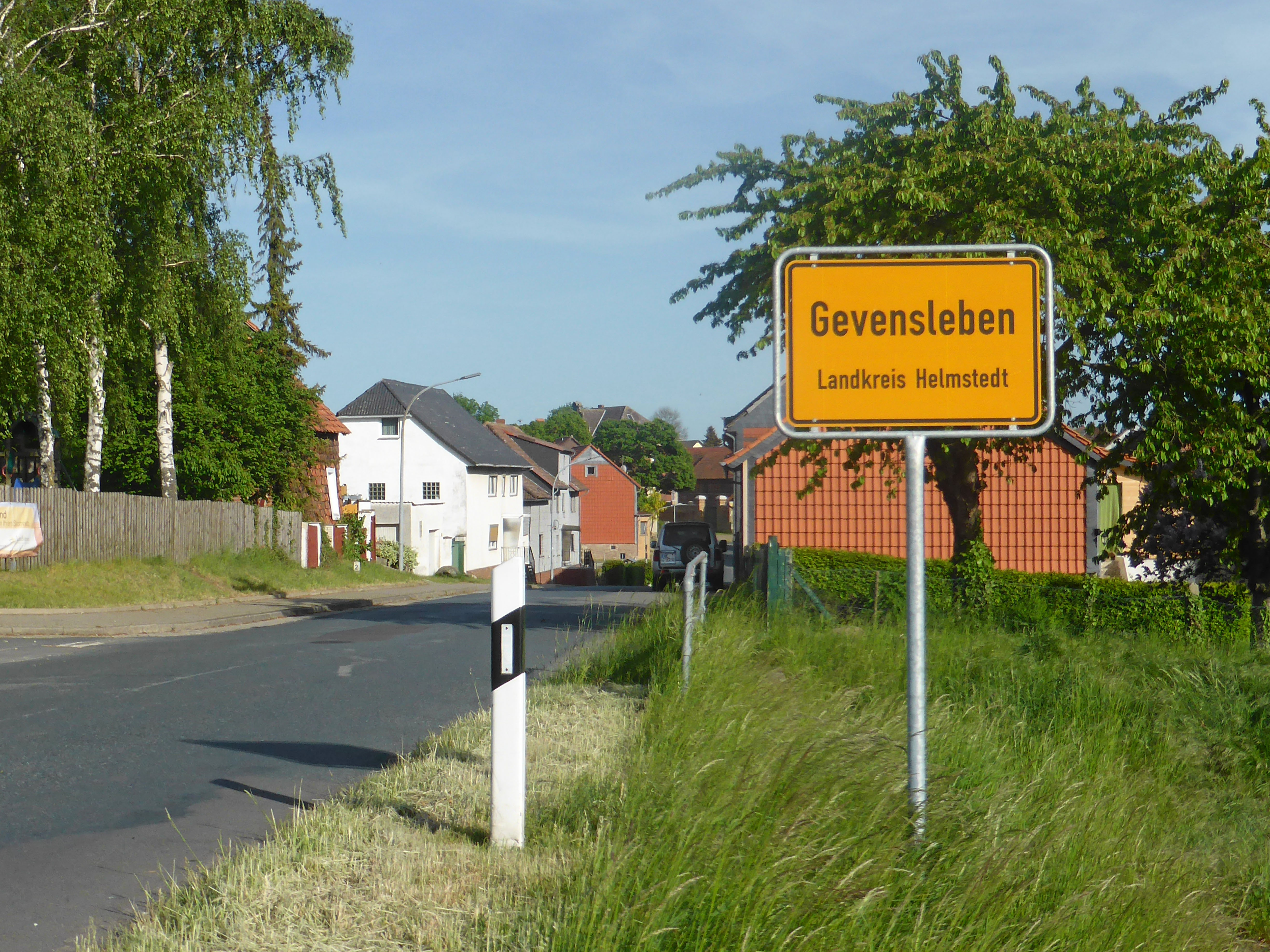
Kreisstraße 29 mit Ortseingang von Gevensleben

Gevensleben liegt rund fünf Kilometer westlich der Bundesstraße 244, die dort von Schöningen über Jerxheim nach Wernigerode in Sachsen-Anhalt führt. Rund sechs Kilometer nördlich von Gevensleben verläuft die Bundesstraße 82, die dort von Schöppenstedt über Wobeck nach Schöningen führt.
Durch Gevensleben verläuft die Landesstraße 622, die im Südwesten über Klein Winnigstedt bis nach Hedeper in den Landkreis Wolfenbüttel führt. Im Nordosten führt die Landesstraße 622 von Gevensleben bis in das Nachbardorf Watenstedt, wo sie an der Landesstraße 623 endet. In der Ortslage von Gevensleben trägt die Landesstraße 622 die Bezeichnungen Watenstedter Straße und Winnigstedter Straße.
Die Kreisstraße 29, in Gevensleben Barnstorfer Straße genannt, beginnt in Gevensleben an der Landesstraße 622 und verläuft in nordwestlicher Richtung bis zur Grenze der Landkreise Helmstedt und Wolfenbüttel. Im Landkreis Wolfenbüttel führt sie als Kreisstraße 16 weiter nach Barnstorf.
Die Buslinie 372 führt von Gevensleben über Watenstedt und Jerxheim bis nach Söllingen, sowie über Barnstorf bis nach Schöppenstedt. Die Buslinie 397 führt von Gevensleben über Watenstedt, Jerxheim und Schöningen bis nach Helmstedt.
Der nächstgelegene Bahnhof war Watenstedt an der Bahnstrecke Wolfenbüttel–Oschersleben. Diese 1843 eröffnete Bahnstrecke wurde bis 2007 betrieben. Die Bahnstrecke Helmstedt–Börßum führte südlich von Gevensleben vorbei. Auf dieser 1858 eröffneten Bahnstrecke wurde der Personenverkehr ebenfalls 2007 eingestellt. Die Bahnstrecke Helmstedt–Börßum besaß bei Gevensleben nur eine Blockstelle, also eine Betriebsstelle ohne Personenverkehr.